# Kaunas (Familienname)
Kaunas  ist ein litauischer männlicher Familienname, abgeleitet von Kaunas.

## Namensträger
- Domas Kaunas (* 1949), Bibliothekswissenschaftler und Kulturhistoriker
- Juozas Kaunas (1870–1936), Politiker,  Bürgermeister von Jonava
- Kęstutis Kaunas (1942–2021), Schachspieler und Schachtrainer